# ジャン＝ギアン・ケラス
ジャン＝ギアン・ケラス（Jean-Guihen Queyras, 1967年3月11日 - ）は、カナダ出身のチェロ奏者。
モントリオールの生まれ。マノスクでクレール・ラビエ、リヨンでレーヌ・フラショ、フライブルクでクリストフ・ヘンケル、ニューヨークでティム・エディの各氏にチェロを師事。1990年から2001年までアンサンブル・アンテルコンタンポランの首席チェロ奏者を務めた。

## 注
1. ↑  アーカイブ 2019年10月4日 - ウェイバックマシン
2. ↑  ジャン＝ギアン・ケラス - Discogs（英語）
3. ↑  “ジャン・ギアン ケラス”. 2019年10月5日時点のオリジナルよりアーカイブ。2019年10月5日閲覧。
4. ↑  アーカイブ 2019年10月4日 - ウェイバックマシン

| スタブアイコン | サブスタブ | この項目は、まだ閲覧者の調べものの参照としては役立たない、人物に関連した書きかけの項目です。この項目を加筆・訂正などしてくださる協力者を求めています（P:人物伝/PJ:人物伝）。 |